# Thieux (Oise)
Thieux é uma comuna francesa na região administrativa de Altos da França, no departamento de Oise. Estende-se por uma área de 9,18 km². Em 2010 a comuna tinha 448 habitantes (densidade: 48,8 hab./km²).